# Aeroporto di Pratica di Mare
L'aeroporto di Pratica di Mare (ICAO: LIRE) è un aeroporto militare italiano situato nell'area metropolitana di Roma, a 20 km a sud della città, nella frazione di Pratica di Mare nel territorio del comune di Pomezia. La struttura, intitolata alla memoria del colonnello pilota Mario de Bernardi, medaglia d'argento al valore militare, è con la sua ampiezza di 830 ettari uno fra i più vasti aeroporti militari d'Europa. L'aeroporto è gestito dall'Aeronautica Militare ed in base al decreto ministeriale del 25 gennaio 2008 pubblicato sulla Gazzetta Ufficiale del 7 marzo 2008, l'aeroporto è classificato come MOB (Main Operating Base) del primo gruppo e come tale effettua esclusivamente attività militari, non essendo aperto al traffico commerciale.

## Storia
L'aeroporto di Pratica di Mare fu istituito nel 1937 nella tenuta di Campo Ascolano e qualificato come campo di allenamento aereo.
Negli anni che seguirono, l'aeroporto subì continue espansioni e nel dicembre 1942 diventò Scuola strumentale di volo.
Durante la seconda guerra mondiale, fu scena di rilevanti eventi storici, così come il transito di Mussolini durante il suo trasferimento dalla Maddalena al Gran Sasso, e immediatamente dopo la sua liberazione da Campo Imperatore.
Terminata la guerra, dal 16 giugno 1956 fu sede della IV Aerobrigata Intercettori "Francesco Baracca" che impiegava caccia F-86E Sabre di costruzione statunitense.
Nel 1957 la base aerea di Pratica di Mare divenne sede permanente del Reparto Sperimentale di Volo. Nel 1959, l'aeroporto fu intitolato al colonnello pilota Mario de Bernardi, medaglia d'oro al valore aeronautico, asso della prima guerra mondiale e primo collaudatore di un velivolo a getto in Italia nel 1940.
Nel 1963 la IV Aerobrigata fu trasferita all'aeroporto di Grosseto ed il reparto di radiomisure fu rilocato all'aeroporto di Pratica di Mare e destinato poi ad assumere altre responsabilità operative, fino ad essere trasformato nell'attuale 14º Stormo nel 1976.
Nel 1997 vi fu trasferito dall'aeroporto di Ciampino il 15º Stormo elicotteri (trasferito successivamente, nell'ottobre del 2010, presso l'aeroporto di Cervia-Pisignano), avente compiti di Search and Rescue (Ricerca e soccorso) nel territorio nazionale e nelle acque territoriali e internazionali. Inoltre, negli anni, lo Stormo ha acquisito le capacità di Soccorso e di supporto nei riguardi di personale militare in territorio ostile (Combat SAR) e di supporto alla sicurezza di aree e obiettivi sensibili in occasione di grandi eventi pubblici in territorio nazionale, come l'intercettazione di velivoli a basse prestazioni (Slow Movers Interception).
Nello stesso anno fu ricostituita la 9ª Brigata Aerea "Leone", che riunì il 14º Stormo, il 15º Stormo ed il Comando Aeroporto. La Brigata fu poi soppressa il 14 giugno 2006 e sostituita dal Comando delle Forze di Mobilità e Supporto di base all'aeroporto di Roma-Centocelle a Roma.

### Nel presente
I reparti di volo attualmente presenti sull'aeroporto, sono:
- il Reparto Sperimentale Volo, fondato il 20 ottobre 1949 alle dipendenze del Centro Sperimentale Volo e inquadrato nella 1ª Divisione del Comando Logistico;
- il 14º Stormo "Sergio Sartof" (formato dall'8º e dal 71º Gruppo volo), fondato il 1º gennaio 1927, disciolto nel 1942 e ricostituito nel 1976;
- l'85º Centro SAR del 15º Stormo "Stefano Cagna", fondato il 1º giugno 1931.

Lo Stormo ed il Centro SAR sono entrambi inquadrati nell'ambito del Comando della squadra aerea.
Gli altri Enti insistenti sul sedime sono:
- CIGA
- RACSA
- ReSTOGE
- UGM
- COMET
- CNMCA
- CITS
- 6° RME
- REGISCC
- Infermeria principale

Gli adeguamenti logistici infrastrutturali dell'aeroporto sono continuati fino ai giorni nostri, tanto che è esso divenuto il secondo più grande aeroporto militare italiano dopo la base aerea di Amendola in Puglia, più grande di 220 ha. Nell'aeroporto lavorano oltre 2600 persone.
La base ospita anche il SEZAER dell'Aviazione Navale, dotato di tre P 180 con sistema FLIR, oltre ad alcuni reparti aerei della Guardia di Finanza, dell'Arma dei Carabinieri e della Polizia di Stato. Ultimamente, con il raggiungimento della capacità operativa del nuovo velivolo B767 del 14º Stormo, è stato costituito un ATOC (Air Terminal Operational Center) al fine di gestire le complesse operazioni di imbarco/sbarco degli uomini e materiali diretti verso i teatri operativi.

## Eventi
Il 28 maggio del 2002 si è tenuto presso l'aeroporto il "Vertice NATO-Russia". Si riunirono venti capi di Stato e di governo per la firma della Dichiarazione del summit di Roma che costituì un nuovo "Consiglio a 20".
Il 10 luglio 2006 vi atterrò l'aereo che riportava in Italia la nazionale di calcio, vittoriosa il giorno precedente all'Olympiastadion di Berlino nella finale del campionato mondiale di calcio 2006.
In occasione del G8 del 2009 tenutosi a L'Aquila, il presidente degli Stati Uniti d'America Barack Obama è atterrato con il famoso Air Force One su questa pista, insieme con la moglie e con tutto lo staff diplomatico statunitense.
Nell'ottobre 2013, dopo le tentate esequie presso la Fraternità sacerdotale San Pio X di Albano Laziale, culminate in scontri tra i dimostranti e le forze dell'ordine, lo scalo ospitò in un hangar la salma dell'ex capitano delle SS Erich Priebke, condannato per l'eccidio delle Fosse Ardeatine, morto a cento anni l'11 ottobre dello stesso anno.
Nel gennaio 2021 l'hangar «Butler» diviene il deposito nazionale (ai fini dello stoccaggio, della conservazione e della distribuzione) dei vaccini per la prevenzione dalle infezioni dovute a SARS-CoV-2.